# 알베르토 고리스
알베르토 고리스 에차르테(스페인어: Alberto Górriz Echarte, 1958년 2월 16일, 바스크 지방 이룬 ~)는 스페인의 전 축구 선수로, 현역 시절 중앙 수비수로 활약하였다.
그는 주된 능력은 공중 경합 능력인데, 그는 공이 정지된 상황에서 종종 득점을 올리곤 했다. 그는 현역 시절 전부를 레알 소시에다드에서 보냈는데, 600번에 가까운 공식 경기에 출전하여 4번의 우승을 달성했다.
고리스는 스페인 국가대표팀 일원으로 1990년 FIFA 월드컵에 참가한 적이 있다.

## 클럽 경력
고리스는 기푸스코아 주 이룬 출신으로, 레알 소시에다드 유소년부를 졸업한 후 바스크 연고의 한 구단에서만 활동했는데, 1979년 4월 8일, 4-0으로 이긴 라요 바예카노와의 원정 경기에서 1군 신고식을 치렀다. 그의 3년차에 왕가는 라 리가 우승을 달성했는데, 그 후로도 고리스는 1991-92 시즌까지 견고한 수비의 핵심을 맡았는데, 매년 못해도 31경기를 출전하였고, 그와 마찬가지로 단 한 구단에서만 활약한 아구스틴 가하테가 그와 같이 정면 수비를 맡았다.
1993년 6월, 고리스는 461번의 1부 리그 출장에, 모든 대회 통틀어 599경기 출장 기록으로 구단 최다 출장 1위를 기록하고 은퇴하였는데, 공교롭게도 그의 은퇴한 해는 구 아토차에서 안방 경기를 치른 마지막 해이기도 했다.

## 국가대표팀 경력
고리스는 스페인 국가대표팀 경기에 12번 출전하였는데, 그가 국가대표팀에서 활동한 기간은 2년이 채 되지 않는다. 그는 1988년 11월 16일, 30세에 들어서 첫 국가대표팀 경기를 치렀는데, 이 경기는 아일랜드와의 중요한 1990년 FIFA 월드컵 예선전 경기로, 세비야에서 2-0 완승을 거두어 본선행을 확정지었다.
이후, 그는 이탈리아에서 열린 대회 본선전에 참가할 국가대표팀 최종 명단에 이름을 올렸고, 고리스가 국가대표팀 경기에서 기록한 딱 한 골은 벨기에와의 대회 본선 조별 리그 경기에서 기록했는데, 그는 레알 마드리드 소속 미첼의 프리킥을 머리로 받아 넣어 골망을 갈랐고, 경기는 2-1 승리로 끝났다.

## 수상
레알 소시에다드
- 라 리가: 1980–81, 1981–82
- 코파 델 레이: 1986–87
- 수페르코파 데 에스파냐: 1982

## 같이 보기
- 원클럽맨 명단